# Sgurgola
Sgurgola is een gemeente in de Italiaanse provincie Frosinone (regio Latium) en telt 2610 inwoners (31-12-2004). De oppervlakte bedraagt 19,3 km², de bevolkingsdichtheid is 134 inwoners per km².

## Demografie
Sgurgola telt ongeveer 1097 huishoudens. Het aantal inwoners steeg in de periode 1991-2001 met 3,8% volgens cijfers uit de tienjaarlijkse volkstellingen van ISTAT.
| Jaar | Inwoneraantal |
| ---- | ------------- |
| 1991 | 2463          |
| 2001 | 2556          |

## Geografie
De gemeente ligt op ongeveer 386 m boven zeeniveau.
Sgurgola grenst aan de volgende gemeenten: Anagni, Ferentino, Gorga (RM), Morolo.